# Temelucha columbiana
Temelucha columbiana är en stekelart som beskrevs av Dasch 1979. Temelucha columbiana ingår i släktet Temelucha och familjen brokparasitsteklar. Inga underarter finns listade i Catalogue of Life.